# KFC Lille
Ne pas confondre avec le LOSC Lille Métropole, un club français de football.
Maillots
Dernière mise à jour : 6 septembre 2022.
Le (Koninklijke) Voetbal Club Lille United est un club belge de football basé à Lille, dans la province d'Anvers. Le club a été fondé en 1938 et porte le matricule 2618. Il évolue en Division 3 Amateur VV lors de la saison 2021-2022.
Le club tire son nom d'une fusion entérinée en 2021, entre le K. FC Lille (2618) et le VC Poederlee (9328),. Un an plus tard, c'est un autre cercle local, le FC Gierle (9373) qui rejoint la fusion. Cela n'entraîne pas d'autre changement d'appellation. Pour rappel, à la suite d'une fusion, l'emploi du titre de « Koninklijke » (en Français, « Royal ») est temporairement interdit.
Au cours de son histoire, le club a disputé 16 saisons dans les séries nationales belges, dont 15 en Promotion (ex-D4).

## Repères historiques
- 1938 : 7 avril 1938, fondation de FOOTBALL CLUB DE HEIDEBLOEM SINT-PIETERS-LILLE. le club s'affilie à l'URBSFA le 7 mai 1938 et reçoit le matricule 2618.
- 1987 : vers le 7 décembre 1987, FOOTBALL CLUB DE HEIDEBLOEM SINT-PIETERS-LILLE (2618) est reconnu « Société Royale ».
- 1988 : 1er juillet 1988, FOOTBALL CLUB DE HEIDEBLOEM SINT-PIETERS-LILLE (2618) devient KONINKLIJKE FOOTBALL CLUB DE HEIDEBLOEM SINT-PIETERS-LILLE (2618).
- 1998 : 1er juillet 1998, KONINKLIJKE FOOTBALL CLUB DE HEIDEBLOEM SINT-PIETERS-LILLE (2618) devient KONINKLIJKE FOOTBALL CLUB LILLE (2618)
- 2021 : 1er juillet 2021, KONINKLIJKE LILLE (2618) fusionne avec VOETBAL CLUB POEDERLEE (9328) pour former (KONINKLIJKE) VOETBAL CLUB LILLE UNITED (2618).
- 2022 : 1er juillet 2022, KONINKLIJKE VOETBALCLUB LILLE UNITED (2618) fusionne avec FOOTBALL CLUB GIERLE (9373) pour former (KONINKLIJKE) VOETBAL CLUB LILLE UNITED (2618).

## Histoire
Le club est fondé au début de l'année 1938 sous le nom Football Club De Heidebloem Sint-Pieters-Lille. Il s'affilie à l'URBSFA le 7 mai de la même année et reçoit à cette occasion le matricule 2618. Le club dispute sa première saison en 1938-1939 au dernier niveau régional. Il y reste pendant quinze ans et accède ensuite à la deuxième provinciale en 1953 grâce au titre remporté dans sa série. Le club joue directement les premiers rôles et termine vice-champion lors des deux premières saisons qu'il passe à ce niveau, performance qu'il réalise encore en 1963 et en 1967. Le club recule ensuite dans la hiérarchie au fil des saisons et, malgré une quatrième place en 1973, il termine avant-dernier dans sa série un an plus tard et doit descendre en troisième provinciale. Deux ans plus tard, il est relégué en quatrième provinciale, le plus bas niveau du football belge depuis 1952.
Le club remonte d'un niveau en 1979 mais doit retourner en « P4 » après trois ans. Il n'y reste à nouveau que trois ans puis, grâce à deux titres de champion consécutifs, revient en deuxième provinciale en 1986. Il en est relégué après seulement deux saisons. Le club est reconnu « Société Royale » le 1er juillet 1988 et adapte son nom en Koninklijke Football Club Lille, qu'il porte toujours aujourd'hui. Après une saison en « P3 », il remporte le titre et remonte au niveau supérieur. Cinq ans plus tard, il décroche un nouveau titre dans sa série et accède à la première provinciale pour la première fois de son histoire. Douze mois plus tard, il est sacré champion provincial et monte en Promotion, le quatrième niveau national.
Le KFC Lille vit des premières saisons en Promotion relativement calmes, terminant cinq années de suite entre la onzième et la huitième place. Le club obtient le meilleur résultat de son histoire lors de la saison 2000-2001 qu'il conclut à la troisième place, synonyme de qualification pour le tour final pour la montée en Division 3. Le club est cependant éliminé dès le premier tour par Wevelgem. Il ne parvient pas à rééditer cette performance par la suite et finit dernier de sa série en 2004. Après neuf ans en Promotion, le club est renvoyé en première provinciale. Il échappe de peu à une seconde relégation consécutive la saison suivante mais redresse ensuite la tête et parvient à remporter le tour final provincial en 2006, ce qui lui permet de réintégrer la Promotion.

### Aller/Retour entre Nationale et Provinciale
Le club vit quatre saisons tranquilles après son retour, à l'abri de la lutte pour le maintien. Malheureusement, il ne peut éviter la relégation au terme de la saison 2010-2011 et doit à nouveau redescendre en première provinciale. Le club passe trois ans dans le ventre mou du classement puis, en 2015, il remporte le titre provincial et remonte ainsi en Promotion.
Ne pouvant mieux qu'une 15e et avant-dernière place en 2015-2016, Lille retourne en « P1 ». Sous les directives deux deux entraîneurs (Francis Bosschaert en 16-17 et puis de l'adjoint du précédent, Frans Vloemans en 17-18), le K. FC Lille termine deux fois vice champion. Deux unités derrière Ternesse Wommelgem en 2017 puis dix longueurs plus loin en 2018 derrière le K. Lyra TSV. Aux deux occasions, le club réussit le tour final interne à la P1 et de ce fait prend part au Tour Final Interprovincial (TFI) de la VFV. La « Voetbal Federatie Vlaanderen » désormais « Voetbal Vlaanderen » (pendant néerlandophone de l'Association des Clubs Francophones de Football - ACFF) organise son TFI sous forme d'un mini championnat en deux groupes de cinq. Les vainqueurs de chaque poule s'affrontent pour désigner le premier promu. Le cas échéant, d'autres barrages de classement peuvent être joués dans le cas où plus de deux montants supplémentaires doivent être désignés.

#### TFI 2016-2017
Chaque participant affronte une fois chacun de ses adversaires, avec deux matchs à domicile et deux en déplacement
Dans le tour final de P1 Anvers, Lille écarte le FC Oppuurs. Les deux équipes s'imposent « 3-1 » à domicile. Après le match retour, le FC Lille s'impose aux tirs au but 5-3.
| Rang | Équipe                     | Pts | J | G | N | P | Bp | Bc | Diff |  | Résultats (▼ dom., ► ext.) | TON | STE | BIE | ZWE | LIL |
| ---- | -------------------------- | --- | - | - | - | - | -- | -- | ---- |  | -------------------------- | --- | --- | --- | --- | --- |
| 1    | K. FC Heur-Tongeren        | 7   | 4 | 2 | 1 | 1 | 6  | 3  | +3   |  | K. FC Heur-Tongeren        |     | nj  | 1-0 | 4-1 | nj  |
| 2    | Avanti Stekene             | 6   | 4 | 1 | 0 | 3 | 5  | 3  | +2   |  | Avanti Stekene             | 1-1 |     | nj  | nj  | 2-0 |
| 3    | Hoger Op Bierbeek          | 5   | 4 | 1 | 1 | 2 | 9  | 9  | 0    |  | HO Bierbeek                | nj  | 2-2 |     | 4-3 | nj  |
| 4    | K. SK Voorwaarts Zwevezele | 4   | 4 | 1 | 2 | 1 | 9  | 11 | -2   |  | K. SK Voorwaarts Zwevezele | nj  | 0-0 | nj  |     | 5-3 |
| 5    | K. FC LILLE                | 4   | 4 | 1 | 2 | 1 | 7  | 10 | -3   |  | K. FC LILLE                | 1-0 | nj  | 3-3 | nj  |     |

En raison de la situation dans les divisions supérieurs (notamment plus de descendants francophones), les cercles néerlandophones ont droit à davantage de montants. Les deux premiers de chaque séries du TFI sont promus.

#### TFI 2017-2018
Chaque participant affronte une fois chacun de ses adversaires, avec deux matchs à domicile et deux en déplacement
| Rang | Équipe            | Pts | J | G | N | P | Bp | Bc | Diff |  | Résultats (▼ dom., ► ext.) | OOS | KAL | VEL | HER | LIL |
| ---- | ----------------- | --- | - | - | - | - | -- | -- | ---- |  | -------------------------- | --- | --- | --- | --- | --- |
| 1    | K. VC SV Oostkamp | 10  | 4 | 3 | 0 | 1 | 15 | 5  | +10  |  | K. VC SV Oostkamp          |     | nj  | 7-0 | nj  | 3-2 |
| 2    | HO Kalken         | 7   | 4 | 2 | 1 | 1 | 11 | 7  | +4   |  | HO Kalken                  | 2-2 |     | nj  | 2-1 | nj  |
| 3    | HO Veltem         | 7   | 4 | 2 | 1 | 1 | 12 | 15 | -3   |  | HO Veltem                  | nj  | 3-2 |     | 6-3 | nj  |
| 4    | K. Herk FC        | 3   | 4 | 1 | 0 | 3 | 10 | 12 | -2   |  | K. Herk FC                 | 1-3 | nj  | nj  |     | 5-1 |
| 5    | K. FC LILLE       | 1   | 4 | 0 | 1 | 3 | 7  | 16 | -9   |  | K. FC LILLE                | nj  | 1-5 | 3-3 | nj  |     |

Alors que le K. FC Lille remise une nouvelle fois à plus tard ses rêves de montée, le K. VC SV Oostkamp dispute la finale contre le K. RC Mechelen vainqueur de l'autre série. Les deux formations ne sont départagées qu'à la suite d'une séance de tir au but « 3-3 » puis 3-5 pour les « Rats » malinois. Les deux finalistes sont promus. De son côté, Hoger Op Kalken s'incline « 2-3 » contre Aalter pour l'attribution d'une 3e place montante éventuelle mais celle-ci ne s'ouvre pas.

### Une saison «neutre» puis la réussite
Lors de la saison 2018-2019, le cercle consomme trois coaches. Johnny Van Broekhoven entame la compétition durant onze rencontres, puis doit céder son poste car le club n'occupe que le 10e rang. Mats Slegers assure l’intérim pour un match avant qu'Emre Hangisi termine le championnat au...10e rang.
Pendant la saison suivante, Kris De Backer reprend la formation qui occupe la tête de la « P1 anversoise » (avec 7 points d'avance sur le RC Mechelen, le 12 mars 2020, date à laquelle les championnats sont arrêtés en raison de l'évolution de la Pandémie de Covid-19. La décision de la fédération de gmler les classements et d'appliquer les montées et descentes (hors tours finaux) telles que prévues par le règlement, ramène le K. FC Lille en « Division 3 VV ».
Le retour en séries nationales est écourté puisque les compétitions sont interrompues après quatre à cinq journées selon les division et ne reprennent pas. Cette annulation est mise à profit par les responsable du matricule 2618 à préaqrer l'avenir.

### Nouveau départ - Nouveau chapitre
En octobre 2020, le club annonce son intention de fusionner avec un cercle voisin dans la même entité, le VC Poederlee (9328). Ce club a été fondé le 15 mai 1998, soit quatre mois avant la démission du K. FC Poederlee (2643) en proie à de sérieuses difficultés financières. Début 20211, la fusion envisagée devient réalité avec la création du K. VC Lille United (sous le matricule 2618). L'entité formée s'aligne en « D3 VV » lors de la saison 2021-2022.
Finissant au quatrième rang, le matricule 2618 est qualifié pour le tour final 2022. En raison du contexte favorable aux cercles de l'aile néerlandophone (5 places montantes ouvertes en plus des deux champions de série), les quatre gagnants du premier tour montent en « D2 Amateur ». Victorieux (2-1) du K. FC Diest, Lille United décroche son retour au 4e niveau, quitté en 2016.

## Résultats dans les divisions nationales
Statistiques mises à jour le 9 décembre 2024 (terme de la saison 2023-2024)

### Bilan
| Niv | Divisions     | Jouées | Titres | TM Up | TM Down |
| --- | ------------- | ------ | ------ | ----- | ------- |
| I   | 1re nationale | 0      | 0      |       |         |
| II  | 2e nationale  | 0      | 0      |       |         |
| III | 3e nationale  | 0      | 0      |       |         |
| IV  | 4e nationale  | 17     | 0      | 1     |         |
| V   | 5e nationale  | 2      | 0      | 1     |         |
|     |               |        |        |       |         |
|     | TOTAUX        | 19     | 0      | 2     | 0       |

- TM Up : test-match pour départager des égalités, ou toutes formes de Barrages ou de Tour final pour une montée éventuelle.
- TM Down : test-match pour départager des égalités, ou toutes formes de Barrages ou de Tour final pour le maintien.

### Classement saison par saison
| Ordre               | Saison    | Nom du club        | Niveau                        | Classement final | Remarques            |
| ------------------- | --------- | ------------------ | ----------------------------- | ---------------- | -------------------- |
| 1                   | 1995-96   | K. FC Lille        | Promotion série C             | 10e/16           |                      |
| 2                   | 1996-97   | K. FC Lille        | Promotion série C             | 11e/16           |                      |
| 3                   | 1997-98   | K. FC Lille        | Promotion série C             | 11e/16           |                      |
| 4                   | 1998-99   | K. FC Lille        | Promotion série C             | 10e/16           |                      |
| 5                   | 1999-00   | K. FC Lille        | Promotion série C             | 8e/16            |                      |
| 6                   | 2000-01   | K. FC Lille        | Promotion série C             | 3e/16            | Tour final           |
| 7                   | 2001-02   | K. FC Lille        | Promotion série C             | 8e/16            |                      |
| 8                   | 2002-03   | K. FC Lille        | Promotion série C             | 9e/16            |                      |
| 9                   | 2003-04   | K. FC Lille        | Promotion série C             | 16e/16           | Relégué!             |
| séries provinciales |           |                    |                               |                  |                      |
| 10                  | 2006-07   | K. FC Lille        | Promotion série C             | 6e/16            |                      |
| 11                  | 2007-08   | K. FC Lille        | Promotion série C             | 6e/16            |                      |
| 12                  | 2008-09   | K. FC Lille        | Promotion série C             | 12e/16           |                      |
| 13                  | 2009-10   | K. FC Lille        | Promotion série C             | 8e/16            |                      |
| 14                  | 2010-11   | K. FC Lille        | Promotion série C             | 14e/16           | Relégué!             |
| séries provinciales |           |                    |                               |                  |                      |
| 15                  | 2015-16   | K. FC Lille        | Promotion série C             | 15e/16           | Relégué!             |
| séries provinciales |           |                    |                               |                  |                      |
| 16                  | 2020-2021 | K. FC Lille        | Division 3 Amateur VV Série B | 16               | Saison annulée!      |
| 17                  | 2021-22   | K. VC Lille United | Division 3 Amateur VV Série B | 4e/16            | Tour final et promu! |
| 18                  | 2022-23   | K. VC Lille United | Division 2 Amateur VV série B | 11e/18           |                      |
| 19                  | 2023-24   | K. VC Lille United | Division 2 Amateur VV série B | 15e/18           |                      |
| 20                  | 2024-25   | K. VC Lille United | Division 2 VV série B         | ../16            |                      |